# Kilmore, Victoria
Kilmore är en ort i Australien. Den ligger i kommunen Mitchell och delstaten Victoria, norr om Melbourne. Kilmore ligger 354 meter över havet och antalet invånare var 7 958 vid folkräkningen 2016.
Runt Kilmore är det glesbefolkat, med 16 invånare per kvadratkilometer.. Kilmore är det största samhället i trakten. 
I omgivningarna runt Kilmore växer huvudsakligen savannskog. Genomsnittlig årsnederbörd är 1 167 millimeter. Den regnigaste månaden är juli, med i genomsnitt 136 mm nederbörd, och den torraste är januari, med 46 mm nederbörd.